# حكومة إسرائيل الثانية والثلاثون
شكلت حكومة إسرائيل الحادية والثلاثون في نهاية شهر آذار مارس 2009، بقيادة حزب الليكود بزعامة بنيامين نتنياهو في أعقاب ما أفرزته انتخابات الكنيست الثامنة عشرة، حيث إمتلك حزب الليكود القدرة على القيام بتشكيل الائتلاف بالرغم من فوز حزب كديما بمقعد أكثر منه. وكان نتنياهو قد باشر بتركيب ائتلاف حكومته فور تكليف رئيس إسرائيل له بالقيام بهذه المهمة. ويتكون ائتلاف حكومته من الأحزاب والقوائم السياسية التالية: الليكود، حزب إسرائيل بيتنا، حزب العمل، شاس، البيت اليهودي، ويهدوت هتوراه.
هذا ويتكون ائتلاف الحكومة الثانية والثلاثين من 69 عضو كنيست، وفقًا للتركيبة التالية: 27 عضو لحزب الليكود، 15 لحزب إسرائيل بيتنا، 13 لحزب العمل، شاس 11 والبيت اليهودي 3.
وتعتبر الحكومة الثانية والثلاثين أكبر حكومة في تاريخ حكومات إسرائيل منذ تأسيس إسرائيل في عام 1948.
ووزعت الحقائب الوزارية بين الأحزاب على النحو التالي:

## حزب الليكود
1. بنيامين نتنياهو ـ رئيس الحكومة.
2. موشيه (بوغي) يعلون ـ قائم بأعمال رئيس الحكومة، وزير الشؤون الاستراتيجية، وعضو في المجلس الوزاري المصغر للشؤون السياسية ـ الأمنية.
3. يوفال شتاينيتس ـ وزير المالية.
4. دان مريدور ـ نائب رئيس الحكومة، وزير خدمات المخابرات والطاقة النووية، عضو في المجلس الوزاري المصغر للشؤون السياسية ـ الأمنية.
5. جدعون ساعار ـ وزير التربية والتعليم، عضو في المجلس الوزاري المصغر للشؤون السياسية ـ الأمنية.
6. ميخائيل ايتان ـ وزير بلا وزارة، مكلف برعاية تحسين الخدمات الحكومية المقدمة للمواطن.
7. يوسي بيلد ـ وزير بلا وزارة.
8. موشي كحلون ـ وزير الاتصالات.
9. جلعاد اردان ـ وزير جودة البيئة، ومكلف بالتنسيق بين الحكومة والكنيست.
10. ليمور ليفنات ـ وزير الثقافة والرياضة، عضو في المجلس الوزاري المصغر دون أن يكون لها حق التصويت، أي بصفة مراقب.
11. يسرائيل كاتس ـ وزارة المواصلات.
12. يولي ادلشتاين ـ وزير الشتات ومكافحة اللاسامية، ويعمل بصفة وزير الإعلام، والمسؤول عن السلطة الثانية للبث الاذاعي.
13. بنيامين بيغين ـ وزير بلا وزارة، عضو المجلس الوزاري المصغر للشؤون السياسية ـ الأمنية.
14. سيلفان شالوم ـ قائم بأعمال رئيس الحكومة، وزير التطوير الإقليمي، عضو المجلس الوزاري المصغر للشؤون السياسية ـ الأمنية.
15. يعقوب نئمان ـ وزير العدل. (ليس عضو كنيست لكنه محسوب ضمن حصة حزب الليكود في تركيبة الحكومة).

## حزب العمل
1. ايهود باراك ـ نائب رئيس الحكومة، وزير الأمن، عضو المجلس الوزاري المصغر للشؤون السياسية ـ الأمنية.
2. بنيامين بن اليعيزر ـ وزير الصناعة والتجارة والتشغيل.
3. اسحق هرتسوغ ـ وزير الرفاه الاجتماعي.
4. شالوم سيمحون ـ وزير الزراعة.
5. افيشاي برفرمان ـ وزير بلا وزارة، مكلف بشؤون الأقليات.

## حزب إسرائيل بيتنا
1. افيجدور ليبرمان ـ نائب رئيس الحكومة ووزير الخارجية.
2. عوزي لنداو ـ وزير البني القومية.
3. صوفا لاندفر ـ وزير الهجرة والاستيعاب.
4. ستاس ميسجانيكوف ـ وزير السياحة.
5. اسحق اهرونوفيتش ـ وزير الأمن الداخلي.

## حزب شاس
1. ايلي يشاي ـ نائب رئيس الحكومة ووزير الداخلية.
2. اريئيل اتياس ـ وزير البناء والإسكان.
3. يعقوب مرجي ـ وزير الأديان.
4. مشولام نهاري: وزير في مكتب رئيس الحكومة مكلف برعاية التعليم الحريدي(المتدين المتشدد).

## حزب البيت اليهودي
1. دانيئيل هرشكوفيتش ـ وزير العلوم والتكنولوجيا.

## نواب الوزراء
تم تعيين نواب لعدد من الوزراء كجزء من مركبات اتفاقيات الائتلاف، وذلك على النحو التالي:
حزب الليكود:
1. جيلا جمليئيل ـ نائبة وزير في مكتب رئيس الحكومة، مُكلفة برعاية شؤون المرأة ومعالجة قضايا الشباب.
2. أيوب قرا ـ نائب وزير في مكتب رئيس الحكومة، مُكلف بموضوع تطوير الجليل والنقب.
3. ليئة نس ـ نائبة وزير في مكتب رئيس الحكومة، مكلفة برعاية شؤون المتقاعدين.

حزب إسرائيل بيتنا:
1. داني ايالون ـ نائب وزير الخارجية.

حزب العمل:
1. متان فيلنائي ـ نائب وزير الأمن.
2. اوريت نوكيد ـ نائبة وزير الصناعة والتجارة والتشغيل.

حزب شاس:
1. اسحق كوهين ـ نائب وزير المالية.

## المصدر
1. ↑  "Madar Center - الحكومة الاسرائيلية الثانية والثلاثين". المركز الفلسطيني للدراسات الإسرائيلية(مدار). مؤرشف من الأصل في 2019-12-18. اطلع عليه بتاريخ 2015-04-21.